# Sultan Guy
Sultan Guy (né Guy Djikoloum en 1984) est un musicien tchadien.
Il a été membre du groupe Otentic. Pionnier du rap tchadien, il est l’un des artistes le plus engagés de son pays. Il a été nommé ambassadeur de bonne volonté, décerné par les Nations unies.